# Barkerydssjön
Barkerydssjön este o arie protejată (arie de protecție specială avifaunistică — SPA) din Suedia întinsă pe o suprafață de 55,8 ha, integral pe uscat.

## Localizare
Centrul sitului Barkerydssjön este situat la coordonatele 57°43′00″N 14°34′50″E / 57.7167°N 14.5805°E.

## Înființare
Situl Barkerydssjön a fost declarat arie de protecție specială avifaunistică în aprilie 2004 pentru a proteja 6 specii de animale.

## Biodiversitate
Situată în ecoregiunea boreală, aria protejată nu include niciun habitat protejat.
La baza desemnării sitului se află mai multe specii protejate de  păsări (6): erete de stuf (Circus aeruginosus), lebădă de iarnă (Cygnus cygnus), cocor (Grus grus), viespar (Pernis apivorus), bătăuș (Philomachus pugnax), fluierar de mlaștină (Tringa glareola).